# Елбасански университет
Елбасанският университет „Александър Джувани“ (на албански: Universiteti i Elbasanit „Aleksandër Xhuvani“) е албанско държавно висше учебно заведение в Елбасан.

## История
Университетът е създаден на базата на Висшето педагогическо училище (първата национална институция за обучение на учители в Албания), което работи от 1909 година, а през 1971 г. то е реорганизирано в Педагогически институт „Александър Джувани“. Основаването на университета е обявено с Решение на Министерския съвет №414 на 12 ноември 1991 г. Той носи името на Александър Джувани – албански лингвист, езиковед и писател, най-старата фигура в общественото образование в Албания.

## Структура
Университетът има шест факултета и един колеж:
- Факултет по естествени науки – с бакалавърски, професионални магистърски и магистърски програми в своите изследователски области: биология, химия, ботаника, зоология, опазване на околната среда, математика, физика, информационни технологии, информатика, геометрия, теоретична физика и експериментална, както и 2-годишни професионални програми по лаборант, техник по околна среда, мехатроника, логистика.
- Факултет по икономически науки – учебни програми бакалавър, професионален магистър и магистър по научни области: администрация, бизнес, финанси, счетоводство, икономика и право, юридически науки в бизнеса, юридически науки в публичния сектор, икономика на туризма, бизнес администрация и инженеринг и икономическа информатика
- Факултет по хуманитарни науки – с учебни програми бакалавър, професионален магистър, магистър по научни изследвания и докторска степен в областите си на изследване: албански и чужди езици (английски, френски, италиански, немски), история, география, журналистика, албанология, 2-годишни професионални програми в специализиран секретар и туроператор на немски език.
- Педагогически факултет – с бакалавърски учебни програми, професионален магистър в изследователските си области: начален учител (I-IV клас на 9-годишно училище), възпитатели за предучилищно образование, психология, философия, социология, физическо възпитание и художествени, както и 2-годишна професионална програма в педагог за възраст от 0 до 3 години.
- Медицински колеж – бакалавърски програми, професионален магистър и магистър в областта на своите изследвания: медицинска сестра, акушерка, лабораторен техник, образна диагностика, управление на медицински сестри, физиотерапия и логопедия
- Факултет по социални науки
- Факултет по чужди езици

В рамките на университета има и Център за албански и балкански изследвания (на албански: Qendra e Kërkimeve Albanologjike dhe Ballkanike).
Университетът обучава 3500 редовни студенти и 4500 задочни студенти.
Преподавателският състав е 245 души, като 8 от тях имат званието професор (към 2020 г.). Лекции имат и 44 чуждестранни гостуващи лектори.
Университетът издава свое собствено списание „Buletini Shkencor и UE-së“, а студенти от университета издават периодичното издание „Studenti“.
В университета се провеждат изследвания в областта на биологията и физиката – за промените в естествената среда, за проблемите с възстановяването на запасите в албанските реки и езера, и др.